# Coelioxys praetextata
Coelioxys praetextata là một loài Hymenoptera trong họ Megachilidae. Loài này được Haliday mô tả khoa học năm 1836.